# ローマ地下鉄D線

ローマ地下鉄D線

ローマ地下鉄D線（ローマちかてつシーせん）は計画が凍結されたローマ地下鉄の路線のひとつ。
計画は2012年に一度完全に中断された。その後、2018年に、変更した計画案で再提案された。